# Camelia Diaconescu

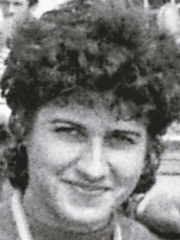
Camelia Diaconescu in den 1980er-Jahren

Camelia Diaconescu (* 2. Februar 1963 in Văleni, Kreis Neamț) ist eine ehemalige rumänische Ruderin, die 1984 eine olympische Medaille gewann.

## Sportliche Karriere
Die 1,78 m große Camelia Diaconescu gewann 1981 bei den Junioren-Weltmeisterschaften zusammen mit Anișoara Sorohan den Titel im Doppelzweier.
Bei den Weltmeisterschaften 1983 in Duisburg siegte im Achter das Boot aus der Sowjetunion vor den Booten aus den Vereinigten Staaten, der DDR und Kanada. Der rumänische Achter mit Olguta Onofrei, Ioana Badea, Camelia Diaconescu, Lucia Sauca, M. Gligor, Anișoara Sorohan, Aurora Pleșca, Mihaela Armășescu und Steuerfrau Elena Nedelcu belegte den fünften Platz vor den Bulgarinnen.
Wegen des Olympiaboykotts der Warschauer-Pakt-Staaten waren von den sechs Achtern aus dem Weltmeisterschaftsfinale von 1983 nur die USA, Kanada und Rumänien bei den Olympischen Spielen 1984 am Start. Hinzu kamen Boote aus den Niederlanden, dem Vereinigten Königreich und aus der Bundesrepublik Deutschland. Da nur sechs Boote antraten, gab es keine Vorläufe. Es siegte der Achter aus den Vereinigten Staaten mit einer Sekunde Vorsprung vor den Rumäninnen und, zwei Sekunden dahinter, den Niederländerinnen. Im rumänischen Achter saßen Doina Bălan, Marioara Trașcă, Aurora Pleșca, Aneta Mihaly, Adriana Bazon, Mihaela Armășescu, Camelia Diaconescu, Lucia Sauca und Steuerfrau Viorica Ioja.
Bei den Weltmeisterschaften 1985 in Hazewinkel siegte der Achter aus der Sowjetunion vor dem Boot aus der DDR und den Rumäninnen, die viereinhalb Sekunden Rückstand auf das Boot aus der DDR hatten, aber mit 0,3 Sekunden Vorsprung vor dem US-Achter die Bronzemedaille gewannen. Die Besatzung bestand aus Doina Bălan, Marioara Trașcă, Livia Țicanu, Mihaela Armășescu, Adriana Bazon, Carolina Matei, Camelia Diaconescu, Lucia Toader(-Sauca) und Steuerfrau Ecaterina Oancia.
Ihre letzte internationale Medaille gewann Camelia Diaconescu bei den Weltmeisterschaften 1986 in Nottingham. Wie im Vorjahr siegte der sowjetische Achter vor dem Achter aus der DDR. Mit anderthalb Sekunden Rückstand auf den DDR-Achter gewannen die Rumäninnen die Bronzemedaille in der Besetzung Mihaela Armășescu, Camelia Diaconescu, Carolina Matei, Adriana Bazon, Veronica Necula, Livia Țicanu, Florica Lavric, Herta Anitaș und Steuerfrau Mariana Dorobantu.